# Unza Unza Time
Unza Unza Time är ett album från 2000 av Emir Kusturica och Zabranjeno Pušenje.

## Låtlista
- Unza Unza Time
- Djindji Rindji Bubamara
- Lubenica
- Prnavor
- Pitbull Terrier
- Was Romeo Really a Jerk
- Drang Nach Osten
- Corfu
- Upside Down
- Sanela
- Devil in the Business Class
- Grüss Gott Trauer
- Emir's Dream
- Imao Sam Bjelog Konja
- Some Other Man
- Furja Djildje